# Porcelaine taupe
Talparia talpa
Espèce
Répartition géographique
Synonymes
- Cypraea talpa

Talparia talpa est une espèce de porcelaines assez communes.

## Description

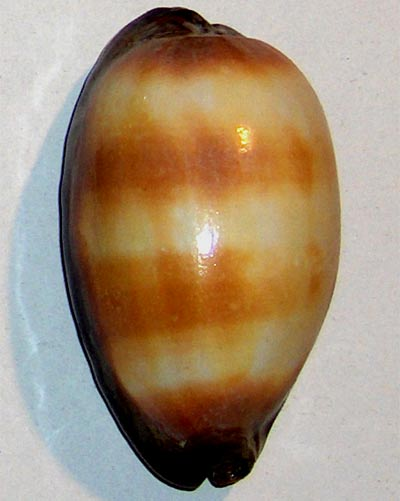
Coquille de Talparia talpa

- Répartition : océan Indien et océan Pacifique.
- Taille : généralement comprise entre 55 et 75 mm (maxi 105 mm).
- Robe : de couleur jaune noir.

## Philatélie
Ce coquillage figure sur une émission des Seychelles de 1967 (valeur faciale : 15 cents) et sur une émission de la poste aérienne de la Nouvelle-Calédonie de 1970 (valeur faciale : 21 F).

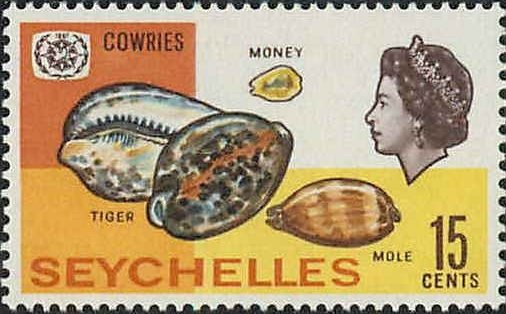
Porcelaine tigrée, porcelaine-monnaie et porcelaine taupe, Timbre des Seychelles, 1967